# Korrekta decimaler
Korrekta decimaler är ett mått på hur stor skillnaden är mellan ett närmevärde och det exakta värde närmevärdet approximerar. Om till exempel a = {\displaystyle \scriptstyle {\sqrt {2}}} och närmevärdet är â = 1,414 har närmevärdet tre korrekta decimaler.
En mer formell definition är:

Om {\displaystyle |\Delta a|\leq 0.5\cdot 10^{-t}}, där {\displaystyle \Delta a} är skillnaden mellan det korrekta värdet och närmevärdet, sägs närmevärdet {\displaystyle {\bar {a}}} ha {\displaystyle t} korrekta decimaler.